# Maggie Borg

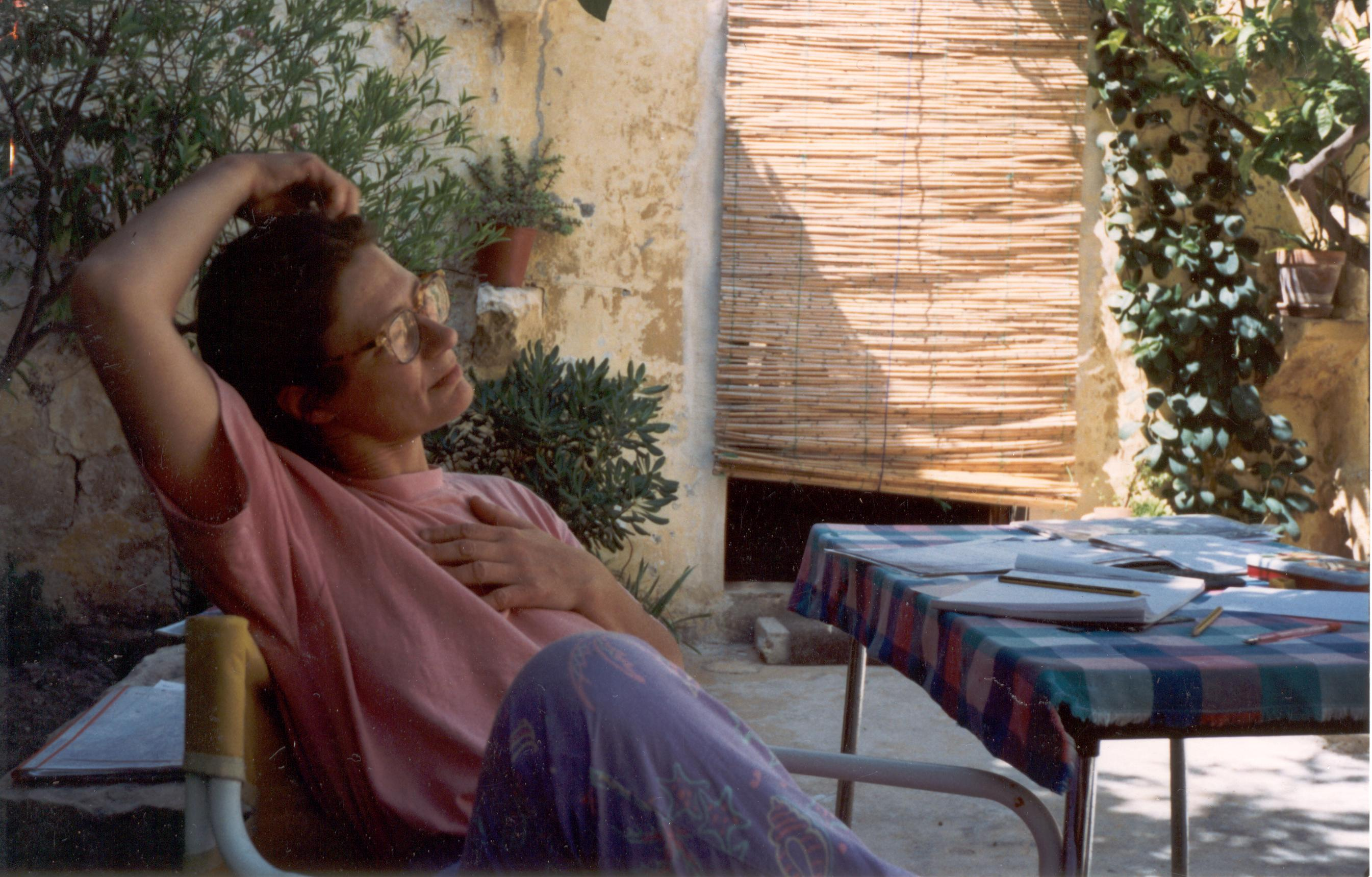
Maggie Borg w domu w Żebbuġ (1993)

Maggie Borg (1952–2004) – maltańska działaczka na rzecz praw środowiskowych i społecznych.

## Biografia
Maggie Borg urodziła się 14 stycznia 1952 w Bormli na Malcie. Była drugim dzieckiem, jednocześnie najstarszą córką w rodzinie liczącej 10 rodzeństwa. Po ukończeniu szkoły publicznej w Bormli pracowała jako przewodnik turystyczny, sprzedawczyni w sklepie oraz jako samozatrudniona projektantka i producentka wełnianych swetrów, zanim dołączyła do Greenpeace. Wyszła za mąż w młodym wieku, lecz jej małżeństwo się rozpadło. Po tym bardzo wspierała przyjaciół i młodszych członków rodziny.
Maggie Borg mieszkała w Naxxar i Moście, ostatecznie osiadła w Żebbuġ. Kontynuowała naukę jako dojrzała studentka na Uniwersytecie Maltańskim, gdzie w 1993 uzyskała tytuł magistra socjologii i nauk o środowisku. Opracowała kurs nauk o środowisku w ramach programu szkoły średniej i rozpoczęła nauczanie klas starszych w San Anton School. Jej podejście do nauczania zostało docenione zarówno przez uczniów, jak i rodziców.

## Działacz ekologiczny
Maggie Borg była wybitną maltańską działaczką na rzecz ochrony środowiska.
Pracowała dla „Friends of the Earth” oraz „Greenpeace Mediterranean”. Jej głównymi celami była promocja recyklingu i czystej energii na Malcie i w krajach śródziemnomorskich oraz ochrona przyrody na obszarach wiejskich. 
Borg współpracowała z innymi wybitnymi maltańskimi działaczami, takimi jak Julian Manduca, którego imieniem nazwano nagrodę.

## Śmierć
Maggie Borg zmarła na raka piersi 3 sierpnia 2004 w wieku 52 lat, po prawie dziesięciu latach walki z chorobą. Do końca pozostała aktywna, wspierając różne cele, takie jak Malta Cancer Foundation.